# Carta di Agadir
La Carta di Agadir fu un documento stilato da un gruppo di associazioni berberiste il 5 agosto 1991 che rivendicava diritti linguistici e culturali per la componente berbera del Marocco. Il documento, redatto inizialmente da sei associazioni (l'AMREC, Tamaynut, l'AUEA, Tilelli, Ilmas e l'Association Culturelle de Sous), ottenne poi il sostegno di cinque altri gruppi. L'iniziativa segnò la rinascita del berberismo in Marocco dopo la repressione subita dallo Stato nel corso degli anni 1980. La carta rivendicò l'indigenità della cultura berbera in Nordafrica, in contrapposizione all'egemonia culturale esclusivamente arabo-islamica. Il documento condannò la marginalizzazione sociale, politica ed economica vissuta dalle popolazioni rurali berbere in Marocco malgrado il contributo dato da queste nella lotta anticoloniale, criticando l'élite politica arabofona e la sua opera di accentramento politico e culturale. Tra i principali obiettivi individuati dalla Carta di Agadir vi furono il riconoscimento ufficiale della lingua berbera, il ripristino dell'Istituto Nazionale per gli Studi e le Ricerche Berberi obiettivo alla standardizzazione della lingua e la sua l'integrazione del berbero in ambito educativo, culturale, accademico e mediatico.